# Teng Bunma
Teng Bunma (* 1941 in Suphan Buri, Thailand; † 17. Juni 2016 in Phnom Penh) galt als einer der reichsten Unternehmer in Kambodscha.

## Leben
Nach dem Sturz der Roten Khmer 1979 war Teng Bunma einer der ersten thailändischen Großinvestoren in Kambodscha. Er wurde erster Präsident der kambodschanischen Handelskammer in Phnom Penh – sein Nachfolger ist Sok Kong von SOKIMEX. Teng Bunma war Besitzer des Luxushotels Intercontinental in Phnom Penh und von Rasmei Kampuchea, der auflagenstärksten Zeitung des Landes. Sein Sohn betrieb gemeinsam mit dem ehemaligen Rote-Khmer-Funktionär Ieng Sary das Casino Caesar International in Pailin.
1996 bezeichnete der US-Journalist Nate Thayer in der Far Eastern Economic Review (FEER) Kambodscha als Transitland für den Drogenschmuggel (Medellín on the Mekong) und Teng Bunma als Profiteur des Drogenhandels, woraufhin Bunma gegen Nate Thayer und die FEER Klage einreichte.
1997 richtete Teng Morddrohungen an König Norodom Sihanouk. Thailand erließ im Juni 1998 einen Haftbefehl gegen ihn wegen Betrugs. Polizeiliche Ermittlungen erfolgten in Hongkong, wo Bunma einen gefälschten Pass für die Registrierung seines Unternehmens Thai Boon Roong vorgelegt hatte. Bunma wurde die Einreise in die USA verweigert, wo er auf der Liste verdächtiger Drogenhändler stand.
Er starb im Juni 2016 im Alter von 75 Jahren.